# Kid Lawyer-serie
De Kid Lawyer-serie is een jeugdboekenserie, geschreven door John Grisham, tussen 2010 en 2019. De originele titel van de serie luidt Theodore Boone, naar de hoofdpersoon in de romans. Het eerste deel kwam uit in 2010 en was tevens het eerste jeugdboek van Grisham. Anno 2020 zijn er zeven titels in de serie verschenen.
De serie gaat over een 13-jarige jongen, Theodore Boone, die in het plaatsje Strattenburg woont. Zijn ouders zijn allebei advocaten, en Theo wil later ook advocaat worden. Hij lost in de boeken diverse zaken zelf op.
| Nr. | Titel             | Originele titel |
| --- | ----------------- | --------------- |
| 1   | De belofte        | Kid Lawyer      |
| 2   | De ontvoering     | The Abduction   |
| 3   | De beschuldiging  | The Accused     |
| 4   | Het protest       | The Activist    |
| 5   | De voortvluchtige | The Fugitive    |
| 6   | De fraude         | The Scandal     |
| 7   | De medeplichtige  | The Accomplice  |